# Oakland Park, Florida
Oakland Park är en stad (city) i Broward County, i delstaten Florida, USA. Enligt United States Census Bureau har staden en folkmängd på 42 126 invånare (2011) och en landarea på 19,3 km².